# 2021年—2023年通货膨胀飙升
2021年年中开始，全球通货膨胀加剧，许多国家的通货膨胀率达到几十年来的最高水平。它被归因于各种原因，包括：与COVID-19大流行相关的经济混乱；世界各国政府和中央银行在2020年和2021年为应对这一流行病而提供的财政和货币刺激措施也发挥了重要作用。在消费者需求增加的情况下，到2021年的需求意外复苏最终导致了历史性的广泛供应短缺（包括芯片短缺和能源短缺）。全球建筑业也受到冲击。
2022年初，俄罗斯入侵乌克兰对全球油价、天然气、化肥、食品价格的影响进一步加剧了这一局面。汽油价格上涨是导致通货膨胀的主要原因，也为石油生产商获得了创纪录的利润。中央银行以积极提高利率作为回应。
经济学家指出，截至2023年2月，尽管美联储进行了长达2年的大幅度提高联邦基金利率以抑制通胀，但是因为消费者的平均家庭储蓄仍然比大流行前大得多，工资上涨，并且即使价格上涨也愿意继续消费，美国的通货膨胀仍在继续。